# T-38
El T-38 va ser un tanc amfibi lleuger soviètic que va estar en servei en la II Guerra Mundial.

## Història
Dissenyat el 1936 als tallers AMO, el T-38 va ser un desenvolupament del primer T-37, que aquest últim estava basat en el tanc de reconeixement lleuger AMR 33 francès. El tanc va ser equipat amb un motor GAZ (Ford) i era barat de produir. A l'aigua, el vehicle funcionava amb un motor col·locat a la part del darrere.
Aquests tancs tenien un paper de suport a la infanteria i el reconeixement del terreny. El tanc T-38 tenia l'avantatge que era petit i una bona mobilitat, per tant estava capacitat per nedar. El T-38 també va ser utilitzat per afers aeris; durant les maniobres a Kíev el 1936, els tancs van ser transportats per bombarders Tupolev TB-3, muntats sota el fuselatge. Cada batalló d'infanteria tenia 38 T-38, amb 50 sent dissenyats per afers aeris. No obstant això, les limitacions del T-38 van sortir a la llum, i va ser substituït pel T-40, però com que ja s'acabava la Segona Guerra Mundial va fer que se'n produïssin poquets.
Es van construir uns 1.500 T-38, il·lustrant la importància dels tancs amfibis en l'Exèrcit Roig. Alguns van ser equipats amb canons de 20 mm ShVAK.

## Variants
- T-38RT (1937), versió equipada amb ràdio.
- OT-38 (1937), versió equipada amb llançaflames.
- T-38M1 (1937), prototip amb una complicada transmissió.
- T-38M2 (1938)
- T-38TU
- SU-45 (1936)
- T-38TT (1939), tanc experimental controlable per radiocontrol (teletank).